# セイタード
セイタード (学名：Seitaad)は、ジュラ紀前期に現在のアメリカ・ユタ州に生息していた竜脚形類に属する恐竜の一属。2016年現在模式種のS.ruessi のみが知られている。

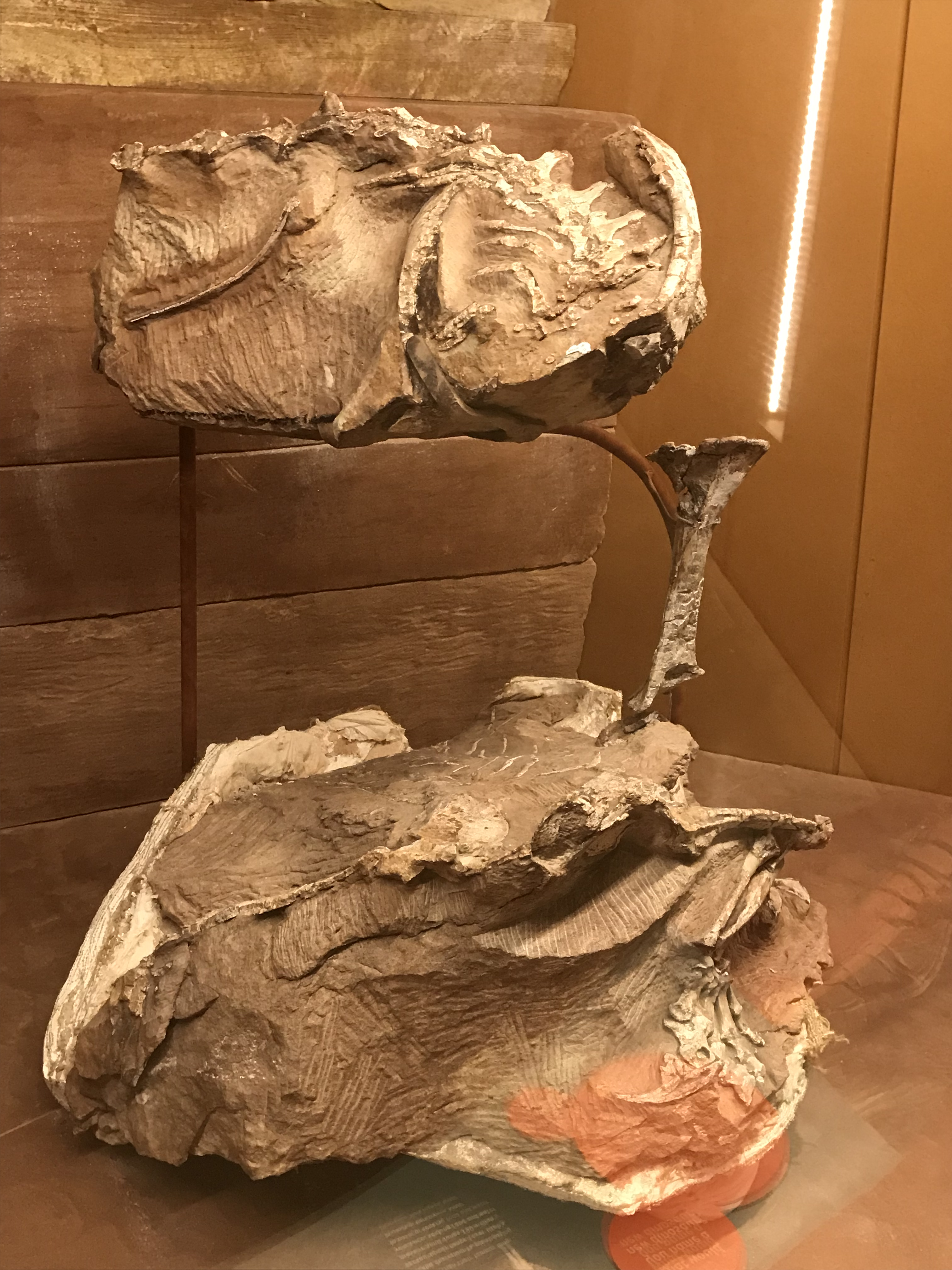
セイタード・ルエッシのホロタイプ

系統学からの研究ではセイタードは竜脚形亜目の中でもプラテオサウルス科やマッソスポンディルス科の恐竜に近いとされているが、はっきりとした位置付けはよく分かっていない。2011年に発表された分岐学の分析ではアンキサウルス類に近い大脚類に属するとしている
属名はナバホ語で「砂の怪物」を意味し、これは模式標本が砂丘から発掘されたことにちなむ。種名は1934年に南ユタを探検中行方不明になった芸術家、エヴァレット・ルエスにちなむ。